# ورباتکی
ورباتکی (به چکی: Vrbátky) یک منطقهٔ مسکونی در جمهوری چک است که در شهرستان پروستییوف واقع شده‌است.
 ورباتکی ۱۳٫۲۵ کیلومتر مربع مساحت و ۱٬۶۰۷ نفر جمعیت دارد و ۲۱۳ متر بالاتر از سطح دریا واقع شده‌است.